# لورو بيانا
لورو بيانا ( بالإيطالية: Loro Piana) هي شركة أقمشة إيطالية وملابس.

## التاريخ
في الأصل من تريفيرو (منطقة في شمال إيطاليا تشتهر بإنتاج المنسوجات ) ، بدأت عائلة لورو بيانا كتجار للأقمشة الصوفية في بداية القرن التاسع عشر.
في 8 يوليو 2013 ، اشترت أل في أم أش - مويت هنسي لوي فيتون 80٪ من لورو بيانا مقابل 2 يورو   مليار، والباقي من الأسهم المتبقية في أيدي عائلة لورو بيانا. وضع و خيارات الشراء انتهت في مصلحة العائلة 20٪ في عام 2016.
في 19 ديسمبر 2013 ، توفي سيرجيو لورو بيانا.
في عام 2017 ، خفضت عائلة لورو بيانا ممتلكاتها بنسبة 20 ٪ إلى 15 ٪. على وجه التحديد ، خفض بيير لويجي لورو بيانا ممتلكاته إلى 5 في المائة ، بينما لا تزال عائلة سيرجيو لورو بيانا تمتلك نسبة 10 في المائة الأصلية.